# Corston (Somerset)
Corston est une paroisse civile et un village du Somerset, en Angleterre.